# Albert Droesbeke
Pour les articles homonymes, voir Droesbeke.
Albert Droesbeke, né à Schaerbeek le 7 octobre 1896 et mort à Bruxelles le 2 décembre 1929, est un artiste peintre et graveur belge.
Il est également aquarelliste, gouachiste et poète. Son style se rattache à l'expressionnisme avec des traits de cubisme. Il avait son atelier avenue de l’Arbalète à Watermael-Boitsfort à Bruxelles.

## Biographie
Le père d'Albert Levieux de Droesbeke était originaire de Gand, tandis que sa mère était française. Durant sa jeunesse il étudia les poètes, les philosophes et la musique, mais était très habile en peinture artistique.
À 16 ans, après avoir visité plusieurs écoles de dessin, il s'inscrivit à l'Académie royale des beaux-arts de Bruxelles pour y étudier la sculpture, mais au début de la première guerre mondiale sa classe fut fermée en raison du manque de charbon. Il déménagea alors vers la classe de Constant Montald.
Un jour durant son service militaire, au camp de Beverloo, alors qu'il était de garde, on oublia de le remplacer et il s'endormit sous une pluie battante. Lorsqu'il se réveilla il fut courbaturé de rhumatisme et en garda des séquelles au cœur.
En 1927, il s'installa à Collioure en Catalogne française, comme l'avaient fait Henri Matisse et d'autres artistes avant lui.
Le 2 décembre 1929 il eut un malaise à la rue Royale à Bruxelles et décéda le même jour d'un arrêt cardiaque. Il avait 33 ans.

## Percée internationale
Comme beaucoup de Flamands vivant à Bruxelles à son époque, Albert Droesbeke ne parlait pas un mot de néerlandais. Le romancier Théo Bogaerts qui avait l'habitude de faire illustrer ses œuvres par des artistes renommés, demanda à Albert Droesbeke d'illustrer son romain de science-fiction Het oog op den heuvel. Albert Droesbeke accepta immédiatement et se fit traduire quelques passages par l'auteur. Lorsque le livre parut en 1928, Albert Droesbeke connut une renommée dans les Indes néerlandaises et en Afrique du Sud.

## Œuvres
Un nombre important de ses œuvres fut détruit.
Une partie de ses œuvres est en possession de particuliers et certaines furent achetées par des autorités publiques, notamment :
- La baie de Collioure (patrimoine de la commune de Watermael-Boitsfort)
- La Procession (Musées royaux des beaux-arts de Bruxelles)

## Publications propres
- Plusieurs portfolios de linogravures.
- Clochers et horizons.

## Illustrations
- Théo Bogaerts : Het oog op den heuvel, 1re édition, avec 6 gravures d'Albert Droesbeke, Amsterdam, De Spieghel, 1928.
- Théo Bogaerts : Het oog op den heuvel, 2e édition, moins luxueuse, avec 5 gravures d'Albert Droesbeke, Amsterdam/Malines, De Spieghel/Het Kompas, 1931